# Baltimore Comets 1975
Questa pagina raccoglie i dati riguardanti i Baltimore Comets nelle competizioni ufficiali della stagione 1975.

## Stagione
La squadra, sempre affidata a Doug Millward, pur mantenendo quasi inalterata la rosa chiuse il proprio girone al quinto ed ultimo turno. Questa fu l'ultima stagione dei Comets che vennero trasferiti a San Diego, California, per divenire i San Diego Jaws.

## Organigramma societario
Area direttiva
Area tecnica
- Allenatore: Doug Millward
- Trainer: Leroy Brandimore

## Rosa
| N. |                              | Ruolo | Calciatore       |
| -- | ---------------------------- | ----- | ---------------- |
| 1  | Trinidad e Tobago (bandiera) | P     | Lincoln Phillips |
| 2  | Giamaica (bandiera)          | D     | Winston Earle    |
| 3  | Inghilterra (bandiera)       | D     | Geoff Butler     |
| 4  | Inghilterra (bandiera)       | D     | Chris Simpkin    |
| 5  | Irlanda del Nord (bandiera)  | D     | John Napier      |
| 6  | Bermuda (bandiera)           | D     | Stan Smith       |
| 7  | Haiti (bandiera)             | A     | Guy Saint-Vil    |
| 8  | Trinidad e Tobago (bandiera) | C     | Alvin Henderson  |
| 9  | Inghilterra (bandiera)       | A     | Allan Gilliver   |
| 9  | Stati Uniti (bandiera)       | A     | Dennis Hresko    |

| N. |                              | Ruolo | Calciatore      |
| -- | ---------------------------- | ----- | --------------- |
| 10 | Inghilterra (bandiera)       | A     | Peter Silvester |
| 11 | Trinidad e Tobago (bandiera) | A     | Keith Aqui      |
| 12 | Stati Uniti (bandiera)       | C     | Paul Scurti     |
| 13 | Stati Uniti (bandiera)       | C     | Dennis Wit      |
| 14 | Stati Uniti (bandiera)       | A     | Hank Kazmierski |
| 15 | Stati Uniti (bandiera)       | C     | Ernie Cox       |
| 16 | Stati Uniti (bandiera)       | P     | Alan Mayer      |
| 17 | Inghilterra (bandiera)       | D     | Len Renery      |
| 18 | Inghilterra (bandiera)       | C     | Terry Anderson  |